# Drill Dozer
Drill Dozer, conocido en Japón como Screw Breaker Gōshin Drillero (スクリューブレイカー 轟振どりるれろ Sukuryū Bureikā Gōshin Dorirurero?) es un videojuego de plataformas de acción para videoconsola portátil Game Boy Advance. Fue lanzado en 2005 en Japón y en 2006 en Norteamérica. No salió en Europa hasta el servicio de la Consola Virtual Wii U. Es uno de los dos únicos videojuegos de Game Boy Advance que incluye retroalimentación forzada, siendo el otro WarioWare: Twisted!

## Argumento
El jugador toma el papel de Jill, conocida como Dori Kururi (ドリ・くるり?) en la versión japonesa. Es la hija de Doug, el líder de una banda de bandidos conocida como las Brocas Rojas. Doug fue emboscado por una banda de malvados ladrones conocida como los Calavera. Atacaron a las Brocas Rojas para robar el poderoso diamante rojo, un regalo de la madre de Jill. Para recuperarla, Jill monta el potente vehículo, el Drill Dozer.
En el camino, también se encuentra con otros cuatro diamantes: el diamante amarillo, que se guardaba en el Museo de Arte y enloqueció a la Inspectora Carrie; el diamante azul, que flotaba sobre las Ruinas de Kuru y movía las cosas (le dio vida a una estatua de piedra e incluso tomó el control de un enjambre de peces); el diamante verde, que el desconocido jefe de policía utilizó para animar su enorme robot, con el que lucha contra Jill; y el diamante negro, que le dio a Croog su apariencia alienígena y su inimaginable poderío. Al final, el diamante negro se rompe y la cara alienígena de Croog se desprende, revelando que es una máscara. El verdadero rostro de Croog es desconocido, ya que una cabeza de pelo largo y rubio cae sobre sus ojos y se escapa de la pantalla, sollozando y ocultando su apariencia con las manos. Al final del juego, dos de los diamantes -el azul y verde- son robados por las Hermanas Imán (ambas sirven como jefes recurrentes). El diamante amarillo es devuelto al Museo de Arte y Jill se queda con el damante rojo. Después, Jill es nombrada la nueva jefa por su padre, y ellos se alejan.

## Jugabilidad
Drill Dozer es un videojuego de plataformas de acción en la que el jugador controla a Jill y su Drill Dozer. Las diecisiete etapas están inundadas de enemigos, obstáculos y rompecabezas que obligan a Jill a usar el taladro de Drill Dozer en una amplia variedad de formas. El taladro se activa simplemente presionando uno de los botones laterales de la videoconsola. El botón R hace girar el taladro hacia adelante y el botón L lo hace hacia atrás.
Dispersos por toda la etapa hay cajas rojas marcadas con llaves amarillas que contienen fichas o salud. Cada etapa también contiene dos engranes rojos que mejoran la caja de engranajes del taladro para permitir a Jill cambiar su Drill Dozer a la segunda y tercera marcha. Cuanto más alto es el engranaje, más potente es el taladro de la perforadora y más tiempo gira.
Al final de cada etapa (con la excepción de las etapas secretas), Jill debe enfrentarse a un enorme jefe y usar su taladro para explotar y dañar su punto débil.
En cada mundo hay un mini jefe y un jefe. Todos los jefes pueden ser derrotados usando el taladro de varias maneras. El único jefe donde no se usa el taladro es en la batalla final con Croog. El Drill Dozer se derrumba, y el único método de ataque (y defensa en ese caso) de Jill son sus puños. Esta batalla final es la única batalla en la que el jefe no tiene un medidor de salud, ya que solo se requiere un golpe exitoso para derrotarlo.
Cuando el Drill Dozer de Jill  se queda sin salud, el jugador recibe un Game over. El jugador puede entonces reanudar el juego al principio de la sala en la que se destruyó el Drill Dozer pagando al comerciante cincuenta fichas.
El remolque del Red Dozer sirve como "menú principal" de Drill Dozer. Aquí el jugador puede guardar su progreso, examinar el equipo del Drill Dozer de Jill, revisar los tesoros que han acumulado, o visitar la tienda del comerciante para comprar más batería auxiliar, actualizaciones de las brocas de perforación, y mapas para acceder a los escenarios secretos. La tienda está disponible después de que la primera zona, Fábrica calavera, es superada.

## Desarrollo
Drill Dozer fue revelado originalmente en el E3 del 2005, originalmente titulado Screw Breaker, una traducción de su título japonés. Posteriormente sería lanzado en Japón el 22 de septiembre de 2005, y en Norteamérica el 6 de febrero de 2006.
El videojuego fue localizado por la división Treehouse de Nintendo of America, específicamente por el empleado Thomas Connery, quien tradujo todo el texto japonés al inglés, y el trabajo del compañero de Treehouse, Eric Peterson, fue reescribirlo y pulirlo después. Peterson afirma que gran parte de su tiempo se dedica a reescribir chistes o líneas para hacerlos divertidos o comprensibles para el público inglés. También fue responsable de nombrar cada personaje, etapa y sala en el videojuego. Eric afirmó que los desarrolladores infundieron a la protagonista Jill con mucha personalidad y actitud, afirmando que sus acciones en lugar de su diálogo, que es limitado, definen su carácter. La describe como guapa y dura, teniendo que crecer rápido debido a las heridas de su padre para poder reemplazarlo mientras él se recupera, así como recuperar el diamante rojo que le robó una banda rival que le había regalado su ya fallecida madre. También la llamó un gran ejemplo de un personaje que no se disculpa por lo dura y linda que es. Un entrevistador describió la aparición de Jill como excéntrica y le preguntó a Peterson si se había hecho algo al personaje para pasar de Japón a Estados Unidos. Peterson declaró que aunque las cosas a menudo cambian durante la localización, Jill ya era lo suficientemente interesante como para que ella no necesitara ser cambiada; también agregó que el mismo Drill Dozer era un personaje carismático como Jill, citando la escena donde el taladro tenía que ir por su cuenta para encontrarla.

## Recepción
Drill Dozer recibió críticas "favorables" de acuerdo al sitio web de reseñas Metacritic. En Japón, Famitsu le dio una puntuación de uno ocho, uno nueve y dos ochos, para un total de 33 de 40 puntos.
El videojuego fue nominado como el Juego del Año de GBA por Nintendo Power, así como el Juego Global del Año, y Mejor Personaje Nuevo (Jill) y Mejor Videojuego de Plataformas en todas las videoconsolas para 2006. De éstos, ganó el Juego del Año de GBA como "NP's Pick". También fue el segundo finalista del Juego del Año de Game Boy Advance de GameSpot.